# نادي الجيل لكرة اليد
الجيل هو فريق كرة يد سعودي، يقع في الأحساء، المنطقة الشرقية.يلعب حالياً في دوري الدرجة الأولى السعودي لكرة اليد.

## مشاركات
تواجد فريق الجيل لكرة اليد لأول مرة في تاريخه بدوري الأمير فيصل بن فهد موسم 2006/2005، حيث شارك في دوري الأمير فيصل بن فهد الممتاز لكرة اليد 3 مواسم.
دوري الأمير فيصل بن فهد الممتاز لكرة اليد
- دوري الأمير فيصل بن فهد الممتاز لكرة اليد 2006/2005
- دوري الأمير فيصل بن فهد الممتاز لكرة اليد 2008/2007
- دوري الأمير فيصل بن فهد الممتاز لكرة اليد 2010/2009

دوري الدرجة الأولى السعودي لكرة اليد
- دوري الدرجة الأولى السعودي لكرة اليد 2011/2010
- دوري الدرجة الأولى السعودي لكرة اليد 2016/2015
- دوري الدرجة الأولى السعودي لكرة اليد 2017/2016
- دوري الدرجة الأولى السعودي لكرة اليد 2018/2017
- دوري الدرجة الأولى السعودي لكرة اليد 2019/2018
- دوري الدرجة الأولى السعودي لكرة اليد 2020/2019
- دوري الدرجة الأولى السعودي لكرة اليد 2021/2020[3]

أفضل مركز هو الثالث موسمي (2011/2010 - 2016/2015)
كأس الأمير سلطان بن فهد لكرة اليد السعودية
شارك نادي الروضة في كأس الأمير سلطان بن فهد 7 مواسم.
- كأس الأمير سلطان بن فهد لكرة اليد السعودية 2003
- كأس الأمير سلطان بن فهد لكرة اليد السعودية 2004
- كأس الأمير سلطان بن فهد لكرة اليد السعودية 2005
- كأس الأمير سلطان بن فهد لكرة اليد السعودية 2006
- كأس الأمير سلطان بن فهد لكرة اليد السعودية 2009
- كأس الأمير سلطان بن فهد لكرة اليد السعودية 2013
- كأس الأمير سلطان بن فهد لكرة اليد السعودية 2017